# NGC 4648
NGC 4648 este o galaxie eliptică situată în constelația Dragonul. A fost descoperită în 22 noiembrie 1797 de către William Herschel. Se află la o distanță de 20 de megaparseci de Pământ.